# 震旦
震旦，又譯震丹、真丹、真旦、振旦、神丹，也稱摩訶震旦，即支那斯坦，是支那的異譯，為古代印度對中國的稱呼。

## 字源
震旦這個稱呼可能源自中亞或印度。源自梵文Cīna-sthāna，Cīna音譯支那，為中國的古稱。「斯坦」是印歐語系語言中普遍存在的字根，意为「……聚集的地方」，有國家的意思。梵語：，音譯支那斯坦，即中國的意思。
震旦的英文翻譯為Cathay，屬於「契丹」系中國稱呼。

## 概論
震旦此名稱，最早可追溯至公元205年，秦州刺史派遣至天竺的成光子。南北朝開始，震旦在佛經中，泛指今天的中國。
由於天竺是佛陀出生之地，佛教徒認為是世界的中心，對印度來說，中國是遙遠的邊地。《雜阿毗曇心論》與《大毘婆沙論》皆以真丹或至那來比喻遙遠之意。
丰臣秀吉在回覆葡萄牙驻果阿总督的信函中以震旦称呼中国：「此神在竺土唤之为佛法，在震旦以之为儒道，在日域谓诸神道。知神道则知佛法，又知儒道。」